# Registre du commerce (Suisse)
Cet article concerne le registre du commerce de la Suisse. Pour les autres pays, voir Registre national des sociétés.
Le Registre du commerce (RC) est en Suisse le recueil public qui recense toutes les raisons sociales. Il publie également certaines informations les concernant.

## Caractéristiques juridiques
Le registre du commerce est régi par l'ordonnance sur le registre du commerce (ROC, RS 221.411) qui contient également les modalités d'exécution. Chaque canton est tenu de posséder un tel registre, mais il est libre d'en créer plusieurs pour les répartir par régions ou districts.
La majorité des cantons ne possède qu'un registre du commerce central qui recense la totalité des raisons sociales présentes sur son territoire, à l'exception de :
Canton de Bernequatre registres répartis par zone : Berne-Mittelland, Emmental-Oberaargau, Jura bernois-Seeland et Oberland bernois ;
Canton du Tessinhuit registres répartis par district : Mendrisio, Lugano, Locarno, Vallemaggia, Bellinzona, Riviera, Blenio et Leventina ;
Canton du Valaistrois registres répartis par région : Haut-Valais, Bas-Valais et Valais central.

## Inscription au Registre du commerce
Toutes les entreprises doivent s'inscrire; pour certaines formes juridiques, l'inscription ne devient obligatoire qu'avec condition (par exemple, les indépendants ne sont obligés de s'inscrire que s'ils réalisent un chiffre d'affaires de plus de 100 000 CHF) :
Inscription obligatoire
- Société en commandite simple
- Société anonyme (SA)
- Société en commandite par actions (SCA)
- Société à responsabilité limitée (SARL)
- Coopérative
- Fondation
- Institution de droit public

Inscription obligatoire sous condition
- Entreprise individuelle dès 100 000 CHF de chiffre d'affaires annuel
- Association avec but commercial

Inscription facultative
- Entreprise individuelle en dessous de 100 000 CHF de chiffre d'affaires annuel
- Association sans but lucratif

## Ayant droit économique
Le 12 mars 2020, la conseillère nationale Manuela Weichelt-Picard dépose un postulat sur les capitaux étrangers dans les entreprises suisses, registre du commerce et ayants droit économiques. Elle indique que le registre du commerce recense la plupart des sociétés commerciales, y compris de nombreuses informations à leur sujet, mais qu'il ne permet cependant pas de constater qui contrôle effectivement une entreprise. Le 20 mai 2020, le Conseil fédéral répond notamment que selon la loi sur le blanchiment d'argent, les intermédiaires financiers sont tenus de vérifier l'identité du contractant et d'identifier les ayants droit économiques. À la suite des révélations du journal Le Monde et de l'Organized Crime and Corruption Reporting Project en février 2021 concernant l’enquête OpenLux sur l'opacité du Registre de commerce et des sociétés du Luxembourg, le journal suisse La Liberté interroge Manuela Weichelt-Picard sur la situation du registre du commerce suisse. Elle déclare qu'elle est très déçue de la réponse du Conseil fédéral qui fait une pirouette pour ne pas traiter le problème. Que beaucoup trop de détenteurs profitent de cette opacité pour tromper le fisc et que les instruments de la loi sur le blanchiment d'argent sont inefficaces dans ce domaine.

### Bases légales
- Ordonnance sur le registre du commerce (ORC) du 17 octobre 2007 (état le 1er avril 2020), RS 221.411.